# Comuna de Borne Sulinowo
Borne Sulinowo (polaco: Gmina Borne Sulinowo) é uma gminy (comuna) na Polónia, na voivodia de Pomerânia Ocidental e no condado de Szczecinecki.
De acordo com os censos de 2005, a comuna tem 9.104 habitantes, com uma densidade 18,8 hab/km².

## Área
Estende-se por uma área de 484,24 km².